# Leonard (Michigan)
Leonard falu az USA Michigan államában, Oakland megyében. Lakosainak száma 377 fő (2020. április 1.).

## Népesség
A település népességének változása:

| 2010 | 403 |
| 2020 | 377 |